# Tvååker

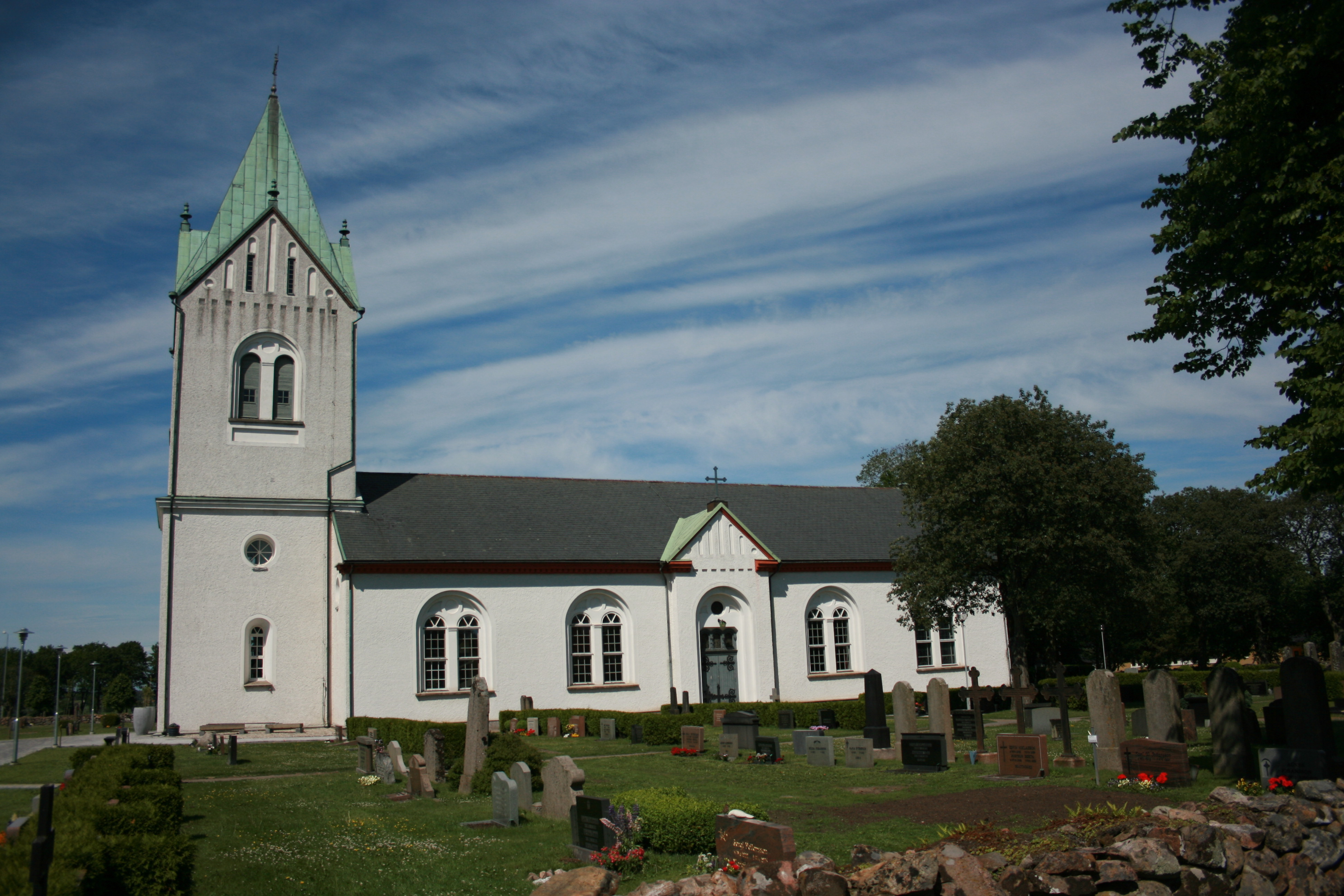
Kirche in Tvååker

Tvååker ist eine Ortschaft (Tätort) in Varberg in der schwedischen Provinz Hallands län und Kirchdorf in der Kirchspielgemeinde Tvååkers socken. Sie liegt an den Europastraßen E6 und E20, etwa 15 km südöstlich des Hauptortes Varberg.

## Ortsname
Für den Ortsnamen existiert die volksetymologische Erklärung, dass es in der Stadt två åkrar, also zwei Äcker gegeben habe. Das schwedische Ortsnamenslexikon von 2003 gibt dagegen eine andere Erklärung. Das Wort to, das man in der ersten urkundlichen Erwähnung von 1198 beim Namen Toaker findet, ist ein Dialektwort mit der Bedeutung „Flachs“. Der Name kann demnach als Flachsacker interpretiert werden.
| Bevölkerungsentwicklung                                                                                               |
| --- |
| Hier fehlt eine Grafik, die leider im Moment aus technischen Gründen nicht angezeigt werden kann. Wir arbeiten daran! |

## Infrastruktur
Bildung
Die Grundschule in Tvååker ist die Bosgårdsskolan, hier findet sich eine Bibliothek sowie eine Sporthalle. Weiterhin gibt es das Gymnasium Munkagårdsgymnasiet mit dem Programm Naturbruk, Florist och Trädgård, zu Deutsch etwa Landmanagement, Floristik und Garten.
Verkehr
Zwei Buslinien, Linie 652 und 653, fahren durch Tvååker. Beide werden von der Nahverkehrsgesellschaft Hallandstrafiken betrieben und verkehren zwischen Varberg und Falkenberg.

## Archäologischer Fund
Archäologen fanden in Tvååker ein Gräberfeld aus der Wikingerzeit. Die Dimension war eine Überraschung. Bis jetzt konnten sie 139 Gräber identifizieren und die Untersuchungen sind noch nicht abgeschlossen. Nur sechs Prozent der Grabstätte sind ausgegraben, ein großer Teil liegt evtl. unter modernen Gebäuden. Das Land wurde eingeebnet um Weideland zu schaffen, sodass alle ehemaligen oberirdischen Überreste und Gräber zerpflügt wurden. Trotzdem sind außergewöhnliche Entdeckungen gemacht worden. An der Stelle, wo sich vermutlich die Scheiterhaufen befanden, wurde eine etwa 50 Meter lange Schiffssetzung gefunden. Im Laufe der Ausgrabungen konnten zwei weitere identifiziert werden. Es fanden sich Fibeln, Schnallen und Spangen und Keramik. Eine arabische Silbermünze wurde auf 795 bis 806 n. Chr. datiert, was mit dem Alter der ältesten Gräber übereinstimmt. Wahrscheinlich gab es ein Dorf in der Gegend von Tvååker.

## Sport
- Der Fußballclub Tvååkers IF, gegründet 1920, hatte 2008 eine Herrenmannschaft in Liga 1 und, zusammen mit Galtabäck, eine Damenmannschaft in Liga 2.
- Der Volleyballclub Tandem Volley-75 besteht seit 1975.
- Der Unihockeyclub Tvååkers IBK wurde 1986 gegründet, deren Herrenmannschaft für zwei Saisons am Anfang der 1990er in der höchsten Liga spielte.

## Berühmte Personen
- Anders Gustavsson (Soldat, der im Zweiten Weltkrieg freiwillig auf Seiten der Sowjetunion kämpfte)
- Sven Nylander
- Ingeborg Nordin Hennel
- Svante Grände
- Jerry Svensson (Gewann bei WM, EM, NM, SM mehrmals im Wettfischen)